# Escola Liberal Francesa
A Escola Liberal Francesa (também chamada de "Escola Optimista" ou "Escola Ortodoxa") é uma escola de pensamento econômico e político fundada no século XIX na França, centrada no Collège de France e no Institut de France. Os principais pensadores incluem Frédéric Bastiat, Jean-Baptiste Say, Destutt de Tracy e Gustave de Molinari. 
A Escola Liberal Francesa é herdeira de fisiocratas como Turgot e Condillac e defendia vorazmente o livre comércio e o laissez-faire. Eles foram os principais opositores das ideias coletivistas, intervencionistas e protecionistas. Isso fez da Escola Francesa uma precursora da Escola Austríaca.